# فكتور زوباريف
فكتور زوباريف (بالقازاقية: Виктор Егорович Зубарев)‏ هو لاعب كرة قدم كازاخستاني في مركز الهجوم، ولد في 10 أبريل 1973 في أكسو في كازاخستان، وتوفي في 18 أكتوبر 2004 في أومسك في روسيا. شارك مع منتخب كازاخستان لكرة القدم. أما مع النوادي، فقد لعب مع أبولون ليماسول وأرسنال تولا ونادي إيرتيش بافلودار ونادي كيزيلجار.

## وصلات خارجية
- فكتور زوباريف على موقع قاعدة بيانات كرة القدم.إي يو (الإنجليزية)
- فكتور زوباريف على موقع ناشيونال فوتبول تيمز (الإنجليزية)